# يوسف غيشان
يوسف ميخائيل عوده غيشان (1956-) هو كاتب أردني ولد في الأردن في مدينة مادبا عام 1956.

## نشأته
ولد يوسف غيشان في مدينة مادبا لعائلة فقيرة، تعلم في مدارس المدينة، وأنهى تعليمه الجامعي، وكان شاعرا في بداية حياته الأدبية ثم تحول إلى الكتابة الساخرة.

## دراسته
- الإجازة الجامعية في الفلسفة وعلم النفس من جامعة بيروت العربية 1980
- دبلوم دراسات عليا - فلسفة جامعة القديس يوسف بيروت1981[1]

## سيرته المهنية
- كاتب عمود ساخر في صحيفة شيحان 1992-1992.
- رئيس قسم المحليات في مجلة الأفق الأردن 1992-1994.
- كاتب عمود يومي في صحيفة صوت الشعب الأردنية عام 1993 لمدة ستة أشهر.
- كاتب صفحة ساخرة في صحيفة البلاد 1994.
- رئيس تحرير صحيفة البلاد الأسبوعية 1995-1996.
- رئيس هيئة تحرير صحيفة عبد ربه الساخرة 1996-1997.
- كاتب عامود يومي ساخر في صحيفة العرب اليوم 1997-2000.
- مؤسس صفحات (ساخرون بلا حدود) على موقع البوابة الاليكتروني 2000-2001.
- كاتب عمود يومي ساخر في صحيفة الدستور الأردنية من 2001 - حتى الآن.
- كاتب مقال إسبوعي في صحيفة الاتحاد الإماراتية من 2009 - حتى الآن.

## مؤلفاته
- يوميات زنبقة البدايات – بدون ناشر- عمان - شعر 1983.
- مرثية الفارس المتناثر - دار طبريا لللنشر والتوزيع - شعر 1987.
- شغب - بدون ناشر - كتابات ساخرة 1994.
- يا مدارس يا مدارس - دار بترا للنشر - كتابات ساخرة 1996.
- برج التيس - الدار العربية للنشر والتوزيع ودار الفارس للنشر والتوزيع - كتابات ساخرة 1999.
- مؤخرة ابن خلدون – دار نارة للنشر والتوزيع - عمان - كتابات ساخرة 2006.
- أولاد جارتنا \ الأعمال الهاملة - دار ورد الأردنية للنشر والتوزيع - كتابات ساخرة 2007.
- لماذا تركت الحمار وحيدا - دار ورد الأردنية للنشر والتوزيع - 2008.
- هكذا تكلم هردبشت - دار ورد الأردنية للنشر والتوزيع – كتابات ساخرة 2010.
- إصدار نسخة اليكترونية من كتاب (هكذا تكلم هردبشت) بصوت الكاتب يوسف غيشان بالتعاون مع إذاعة فرح الناس ومقهى جفرا الثقافي 2011.
- نشر كتبه كاملة – إضافة إلى النسخة الأليكترونية، على جهاز الأيفون في أيقونة «مكتبتي» وستور كتابي.
- مواسم التزلج على الجمد - دار الاهليه للنشر والتوزيع 2012
- إطلق قمرنا يا حوت \ هرطقات ساخره - منشورات ضفاف بيروت/لبنان 2013[3]

## العضويات
- عضو رابطة الكتاب الأردنيين
- عضو اتحاد الكتاب العرب
- عضو نقابة الصحفيين الأردنيين.

## التكريم
حاصل على جائزة نقابة الصحفيين للمقالة لعام 2005.